# Гарнизонное кладбище Бреста
Гарнизонное кладбище — мемориальное кладбище в Бресте (Республика Беларусь). Некрополь является историко-культурной ценностью регионального значения Брестской области.

## История
Первые захоронения солдат и офицеров царской армии проведены после открытия Брест-Литовской крепости в 1842 году. После заключения в 1921 году Рижского мирного договора, территория Западной Беларуси отошла Польше и с 1921 по 1939 год на кладбище хоронили гражданских лиц и польских военных. В 1939 году Брест был передан Советскому Союзу.
Во время немецкой оккупации в 1942 году на кладбище были перезахоронены останки, найденные во время ликвидации католического кладбища, которое было разрушено во время строительства дороги. На конец 1943 года площадь кладбища составляла 1 га.
После освобождения Бреста советскими войсками 28 июля 1944 года принято решение об увековечении памяти погибших воинов Красной Армии. На заседании Брестского горисполкома 16 августа 1944 года гарнизонное кладбище было утверждено как место захоронения воинов Красной Армии, погибших в Брестской области и на территории Польши. На кладбище расположены 496 воинских захоронения, из которых 67 братские, в которых покоятся 912 советских солдат, погибшие в боях Великой Отечественной войны. На кладбище в братских могилах перезахоронены более 2000 мирных жителей, погибших во время немецких оккупантов с 1941 по 1944 год и 51 неизвестный советский солдат, погибший в пересыльном немецком лагере для военнопленных «Красная казарма» возле села Речица в июле—декабре 1942 года.
Современная планировка кладбища основана по принципу осевой симметрии. На Центральной аллее установлен скульптурный памятник Воина скульптора Льва Кербеля. Высота монумента составляет 9 метров. По обеим сторонам расположены мемориальные доски с именами 148 советских воинов, захороненных в братской могиле у памятника. Замыкает центральную аллею статуя Пограничник.
В послевоенное время здесь хоронили военачальников высшего командного состава, партийных и советских деятелей. На кладбище похоронены Герои Советского Союза, руководители подпольного сопротивления и партизанского движения времён Великой Отечественной войны.
В 1984—1985 годах проведена реконструкция кладбища, закрытые для новых захоронений.
11 мая 2016 года на Гарнизонном кладбище состоялась церемония захоронения останков 7 советских летчиков, погибших 16 июля 1944 года около д. Непли при выполнении боевого задания на самолете Б-25 «Митчелл»
Площадь некрополя составляет 4,1 га. Является историко-культурной ценностью регионального значения Брестской области.
Адрес: Республика Беларусь, Брестская область, город Брест, Улица Героев обороны Брестской крепости, 82.
Кладбище закрыто для массовых захоронений. Проводятся родственные захоронения и захоронения лиц, имеющих особые заслуги: Героев Республики Беларусь, Героев Советского Союза, Героев Социалистического Труда, лиц награжденных Орденами Славы трех степеней, Трудовой Славы трех степеней, орденами за службу Родине в Вооруженных силах СССР трех степеней, защитников Брестской крепости, почётных граждан города Бреста.